# Georges Chometon
Georges Chometon, , né le 9 novembre 1928 à Saint-Bonnet-le-Chastel (Puy-de-Dôme) et mort le 27 septembre 2024 à Ambert (Puy-de-Dôme), est un homme politique français.

## Biographie
Né le 9 novembre 1928 à Saint-Bonnet-le-Chastel (Puy-de-Dôme) dans une famille d'artisans et commerçants, il s'engage en politique dès son retour du régiment en rejoignant, en 1949, le MRP.
Salarié de commerce puis artisan boucher, il exercera de nombreux mandats locaux comme nationaux devenant notamment Député en 1986 et Président du Conseil Général du Puy-de-Dôme en 1992.
En 2008 il décide de ne pas se représenter aux élections municipales de Saint-Bonnet-le-Chastel quittant ainsi un Conseil où il siégeait depuis près de cinquante ans dont trente-sept en qualité de Maire.

## Mandats
- Conseiller municipal de Saint-Bonnet-le-Chastel (Puy-de-Dôme) quelques selaines en mai 1953 puis de 1959 à 2008
- Adjoint au maire de Saint-Bonnet-le-Chastel de 1959 à 1965
- Maire de Saint-Bonnet-le-Chastel de 1971 à 2008
- Président de la Communauté de communes du Haut-Livradois de 1999 à 2008 & Président du SIVOM des communes de cantons de Saint-Germain-l'Herm et Saint-Amand-Roche Savine avant 1999
- Conseiller général du Puy-de-Dôme de 1973 à 2004, élu dans le canton de Saint-Germain-l'Herm.
- Président du Conseil général du Puy-de-Dôme de 1992 à 1998.
- Député du Puy-de-Dôme du 16 mars 1986 au 12 juin 1988 et suppléant du député Barnérias de 1978 à 1981.
- Président de la Chambre de Commerce et d'Industrie d'Ambert de 1974 à 1994

## Parcours politique
- Union gaulliste (de René Capitant)
- Mouvement républicain populaire (MRP)
- Objectif 72 (de Robert Buron)
- Centre des démocrates sociaux (CDS) (Président de sa fédération départementale de 1978 à 1998)
- longtemps président du groupe d'opposition au Conseil général